# Formato abierto
Un formato abierto es una especificación para almacenar datos digitales, publicada y patrocinada, habitualmente, por una organización de  estándares abiertos, y libre de restricciones legales y económicas de uso. Un formato abierto debe poder ser implementable libremente por programas  privativos o  libres, usando las licencias típicas de cada uno. Por contraste, los formatos privativos son controlados y definidos por intereses privados. Los formatos abiertos son un subconjunto de los estándares abiertos.
La meta fundamental de los formatos abiertos es garantizar el acceso a largo plazo a los datos almacenados sin la incertidumbre actual o futura respecto a los derechos legales de uso de la tecnología de acceso, a la disponibilidad de esta tecnología, o a la especificación técnica del formato de almacenamiento de los datos. Una meta secundaria común de los formatos abiertos es fomentar la competencia, en vez de permitir que el control que un vendedor ejerce sobre un formato cerrado inhiba el uso de los productos de la competencia. Por estos motivos, diversos gobiernos y compañías privadas han demostrado cada vez más interés en promover el uso y desarrollo de formatos abiertos.

## Usos y ventajas de los formatos abiertos
Los formatos abiertos están caracterizados por ofrecer toda la información sobre su formato e implementación y permitir el uso de estos libremente y sin pagar derechos o regalías (royalties), lo cual permite a los desarrolladores de programas hacer uso de estos formatos sin limitaciones, ni restricciones de tipo económico; esto, además, permite alcanzar compatibilidad entre distintos programas, ya que cualquier desarrollador tiene la libertad de usar estos formatos y conocer sus especificaciones tanto para la creación, importación o exportación de archivos.
Los formatos abiertos pueden ser utilizados por programas libres y por programas cerrados, también por programas gratuitos y por programas de pago. Esta libertad de uso es lo que hace al formato ser libre.
Wikipedia utiliza formatos libres ya que permite a los usuarios utilizar herramientas o programa libres para su edición o reproducción facilitando su distribución debido a que su uso no genera regalías a terceras personas y suelen ser libres y gratuitos, además de ser compatibles con programas cerrados que también pueden utilizar estos formatos.

## Software no libre y formatos abiertos
La relación entre los formatos abiertos y el software libre es con frecuencia mal comprendida. En muchos lugares se ha difundido la creencia de que la promoción de formatos abiertos impide el desarrollo normal de los negocios y el desarrollo comercial de programas. Contra esta creencia debe recordarse que muchos programas privativos usan de hecho formatos abiertos, y muchos programas abiertos pueden utilizar a menudo formatos privativos.
HTML por ejemplo, el familiar lenguaje abierto de formato de texto de Internet, es la base en que se apoyan navegadores privativos como Opera, así como navegadores libres como Mozilla Firefox.

## Software libre y formatos cerrados
Análogamente, las suites ofimáticas libres OpenOffice y LibreOffice pueden manipular documentos grabados en los formatos privativos DOC, XLS y PPT de Microsoft -cuyas especificiones no son del todo conocidas, por lo cual no logran compatibilidad absoluta con estos formatos-, así como los correspondientes formatos abiertos ODT, ODS y ODP de la especificación OpenDocument. Es importante tener en cuenta que la especificación Office Open XML de documentos de Microsoft es también un estándar ISO, aunque Microsoft no cumple del todo en sus programas con su propia especificación
, de tal manera que la compatibilidad de otros programas con los formatos de la empresa estadounidense no es totalmente satisfactoria, y sigue siendo necesario recurrir a la ingeniería inversa para obtener las especificaciones que han cambiado respecto al estándar o que permanecen ocultas en las distintas versiones de Microsoft Office.

## Formatos cerrados que pasaron a ser formatos abiertos
Algunos fabricantes comerciales publican sus estándares para que puedan ser implementados en otros sistemas, incluyendo desarrolladores de software libre, como hizo Adobe Systems con Portable Document Format (PDF), que pasó a ser un formato abierto y un estándar ISO.
Sin embargo, algunos formatos privativos son cubiertos por patentes con derechos reservados u otros requisitos restrictivos que prohíben su implementación por software libre (o por lo menos por algunas licencias comunes para este, tales como la Licencia Pública General de GNU), como es el caso de Microsoft con su Formato de Texto Enriquecido (RTF).

## Políticas públicas
En los Estados Unidos, Massachusetts se convirtió en el primer Estado en legislar específicamente respecto a los formatos abiertos por su importancia para archivos públicos. Después de que Eric Kriss, Secretario de Administración y Finanzas del Estado, anunció una propuesta para adoptar estándares abiertos, la Commonwealth de Massachusetts convocó una cumbre sobre formatos abiertos el 9 de junio de 2005. Participaron el Secretario Kriss, Peter Quinn, Secretario Ejecutivo del Estado, y representantes de desarrolladores de formatos abiertos y privativos.
El 31 de agosto de 2005, Massachusetts publicó un borrador de su política sobre formatos abiertos que suscribió explícitamente el uso de los formatos OpenDocument de OASIS a partir del 2007, convirtiéndose en el primer estado estadounidense en tomar tal decisión. La implicación para los vendedores de programas es que sus productos (incluida la suite Office de Microsoft, principal proveedor actual del Estado de Massachusetts) deben soportar formatos abiertos a partir del 2007, o serán retirados de los computadores de los funcionarios del Estado. La decisión final fue publicada el 21 de septiembre de 2005.
El 8 de enero de 2014 en Uruguay se aprobó la Ley N.º 19.179 "Software libre y formatos abiertos en el estado", la cual obliga a cualquier organismo dependiente o ligado al Estado a "distribuir toda información en al menos un formato abierto, estándar y libre." además "Todo pedido de información deberá ser aceptado en al menos un formato abierto y estándar."
En España, según el Esquema Nacional de Interoperabilidad, las Administraciones Públicas deben usar estándares (formatos) abiertos, con algunas excepciones en casos concretos (por ejemplo, pueden usar formatos cerrados de forma complementaria a formatos abiertos).
La Unión Europea y varios otros gobiernos han anunciado su decisión de adoptar políticas similares.

## Ejemplos de formatos abiertos

### Texto
- DjVu (formato de documento, optimizado para imágenes)
- EPUB (estándar para ebook)
- HTML (formato estándar de las páginas web)
- OpenDocument de OASIS (para documentos de oficina)
- Office Open XML ISO/IEC 29500:2008[5] (para documentos de oficina)
- PDF (formato de documento portátil, optimizado para vectores)
- RTF (formato de texto enriquecido)
- TXT (formato de texto)

### Imagen
- JPEG (formato de imagen)
- PNG (formato de imagen)
- SVG (formato de gráficos vectoriales)

### Vídeo
- Dirac (codec) (formato de vídeo basado en ondículas)
- Theora (formato de vídeo)
- VP9 (formato de vídeo)
- WebM (formato de vídeo)

### Audio
- FLAC (formato de audio sin pérdida)
- Speex (formato de voz)
- Vorbis (formato de audio general)
- Opus (formato de audio digital muy versátil)

Muchos de estos formatos son también recomendaciones del World Wide Web Consortium (W3C), con el objetivo de mantener una web estándar y abierta, sin restricciones a ningún software específico.